# 임계기사
임계기사(壬癸記事)는 대한민국 전북특별자치도 정읍시, 정읍시립박물관내에 있는 1600년대의 책이다. 2017년 3월 31일 전라북도의 유형문화재 제245호로 지정되었다.

## 개요
임계기사는 안의(安義)와 손홍록(孫弘錄)이 전주사고의 실록을 내장산으로 옮겨 수직한 내용을 필사한 책으로, 1592년 6월 22일부터 내장산 은봉암으로 옮긴 사실과 7월 14일에 비래암으로 다시 옮기는 과정 등 조선왕조실록 보존과정을 상세하게 담고 있다. 세계기록문화유산인 조선왕조실록이 오늘날까지 전해지게 된 과정을 살필 수 있는 고문서로서 역사적․사료적 가치가 매우 크다.

## 참고 자료
- 임계기사 - 국가유산청 국가유산포털